# Генріх IV (імператор Священної Римської імперії)
Генріх IV (нім. Heinrich IV; нар. 11 листопада 1050 — пом. 7 серпня 1106) — німецький король з 1056 року та імператор Священної Римської імперії між 1084 і 1106 роками. За часів правління Генріха IV спалахнув конфлікт між ним та папою римським Григорієм VII, який отримав назву боротьби за інвеституру.

## Перші роки правління
Батько, імператор Священної Римської імперії Генріх III, коронував свого сина королем Німеччини 1054 року. 1056 року Генріх III помер, і Генріх IV вступив у свої права під опікою матері Агнес Пуатьє. 1062 року його забрали в матері в результаті перевороту, і регентом короля став єпископ Кельнський Анно II. 1065 року Генріх став повнолітнім.
1066 року Генріх одружився з Бертою Савойською. Того ж року він зібрав військо, щоб допомогти папі римському проти норманів на півдні Апеннінського півострова, однак отримав звістку, що Годфрід Тосканський уже зазнав поразки, і похід було скасовано. 1068 року Генріх спробував розлучитися з Бертою, однак церква не погодилася. Петро Даміані пригрозив, що розлучення призведе до відмови папи коронувати Генріха імператором. Генріху довелося повернути дружину до двору, однак він залишився переконаним, що церква намагається підірвати його владу в імперії на користь церковної ієрархії.
У кінці 1060-х Генріху довелося долати протистояння герцогів німецьких земель: Рудольфа Швабського, Бертольда Каринтійського та Отто Нордгаймського, герцога Баварії. Генріх забрав у Отто Баварію й відібрав його землі в Саксонії після того, як Отто відмовився з'явитися на божий суд у зв'язку зі звинуваченнями в змові з метою вбити короля.

## Суперечка про інвеституру
Ще за правління батька Генріха почався рух за реформи в церкві. Прихильниками реформ були кардинал Гумберт із Муаєнмутьє та Петро Даміані. Після смерті Гумберта рух за реформи очолив тосканський чернець Гільдебранд. Прихильники реформ вимагали вільних виборів папи римського та звільнення церкви від світської влади. 1073 року Гільдебранта було обрано папою римським, і він прийняв ім'я Григорія VII. Упродовж 1074—1075 років було проведено собори, які підривали політику німецького короля. Зокрема, заперечувалося його право призначати церковних ієрархів. У Німеччині, де єпископи були могутніми феодалами, це мало дуже велике значення. Крім того, рішення соборів позбавляли німецького короля прав на землі в Італії.
Генріх IV не змирився. Він продовжував призначати єпископів і оголошував рішення папи незаконними. 1075 року Григорій VII відлучив від церкви деяких німецьких придворних і пригрозив відлучити самого короля. На соборі того року Григорій VII оголосив примат церковної влади над світською. Генріх скликав свій власний собор. У ніч на Різдво того року Сенсіо Франджіпане викрав папу й ув'язнив його. Римляни звільнили Григорія, і він оголосив, що за його викраденням стояв німецький король. Того року Генріх здобув вирішальну перемогу над саксонцями і був готовий прийняти виклик.
24 січня 1076 року Генріх скликав у Вормсі собор князів та єпископів, який оголосив повергнення Григорія VII. У відповідь 22 лютого папа римський відлучив від церкви Генріха та єпископів, що його підтримували. У жовтні німецькі князі зібралися в Трібурі, намагаючись знайти вихід. Вони дали Генріху рік на каяття. Генріх не розкаявся й, покладаючись на ворожість ломбардських кліриків до папи, вирушив до Італії.
Григорій тоді подорожував до Аугсбурга і, довідавшись про близькість Генріха, сховався в замку Каносса, що належав Матильді Тосканській. Виявилося, однак, що наміром Генріха була покута, яка дозволила б йому продовжити правління і позбутися відлучення. Він три дні простояв на снігу перед замком, благаючи папу зняти покарання. Папа погодився за умови дотримання королем певних умов, про які Генріх, однак, швидко забув.

## Громадянська війна
Слабкістю короля скористався Рудольф з Рейнфельдена. У березні 1077 рада саксонських, баварських та каринтійських князів оголосила його королем. Піднялося повстання, відоме як «велике саксонське». Рудольф пообіцяв поважати виборність монарха й оголосив готовність підкоритися папі.
Попри ці складнощі, становище Генріха в Німеччині покращилося. Коли Рудольфа коронували в Майнці 1077 року, збунтувало населення й змусило архієпископа Зігфріда втекти з Саксонії. Також вірним імператорові залишився Гільдольф, архієпископ Кельна. Рудольф був географічно відрізаний від свої територій і незабаром Генріх відібрав у нього Швабію. Після битви при Мелльріхштадті 1077 року, яка не визначила переможця, й поразки Генріха в битві при Флархгаймі 1080 року папа римський вирішив підтримати повстання й у березні 1080 відлучив Генріха IV від церкви вдруге. Однак, чимало людей побачили в цьому ознаку особистої ненависті папи до німецького короля, і це негативно вплинуло на репутацію Григорія. Значна частина німців стала підтримувати Генріха.
14 жовтня 1080 року війська Генріха та Рудольфа зустрілися в битві при Елстері, і сили Генріха знову зазнали поразки, однак Рудольф із Райнфельдена отримав смертельну рану й наступного дня помер, внаслідок чого повстання втратило силу.
Незабаром на чолі повстання став Германн із Зальма, але Фрідріх Швабський, якому Генріх IV віддав Швабію замість Рудольфа, переміг його. У червні 1080 року Генріх скликав собор німецької церковної ієрархії в Бамбергу. Він знову оголосив повалення Григорія VII, обізвавши його фальшивим ченцем. Було обрано «антипапу» Климента III.

## Другий похід в Італію
Генріх IV перейшов Альпи і в Павії отримав залізну корону короля Італії. Намагаючись здобути підтримку він щедро дарував привілеї італійським містам. Він оголосив про позбавлення титулів Матільди Тосканської за образу величності й про конфіскацію її володінь. 1081 року Генріх взяв в облогу Рим, однак йому довелося відійти в Тоскану, де він продовжив роздавати привілеї містам і отримав грошову допомогу від нового союзника візантійського імператора Олексія I Комніна.
Після війни на розорення з прихильниками Матільди на півночі Італії Генріх IV спробував захопити Рим удруге, і знову невдало. 1082 року відбулася третя спроба. Після семимісячної облоги він оволодів містом. З римлянами король уклав угоду, за якою суперечка між ним та папою буде винесена на розсуд церковного собору. Вважалося, що або Григорій VII коронує Генріха імператором, або буде обрано нового папу. Однак Григорій замкнувся в замку Сант-Анджело і не бажав йти на компроміс. Собор зазнав невдачі, оскільки Генріх не допустив до нього багатьох прихильників папи. Генріх, виконуюючи угоду з Олексієм Комніном пішов на норманів.
Повернувшись 1084 року, він досяг порозуміння з римлянами. Папу Григорія VII було повергнуто, а Климента III затверджено новим понтифіком. 31 березня 1084 року Климент III коронував Генріха імператором. Надалі він планував підкорити собі замки, що все ще залишалися в руках Григорія VII. Папу Григорія врятував Роберт Гвіскар, норманський герцог Апулеї. Гвіскар облишив облогу Дураццо і пішов на Рим, змусивши Генріха покинути місто. Григорія VII було звільнено, однак, незабаром він помер, залишивши як заповіт заклик до хрестового походу християн проти імператора.

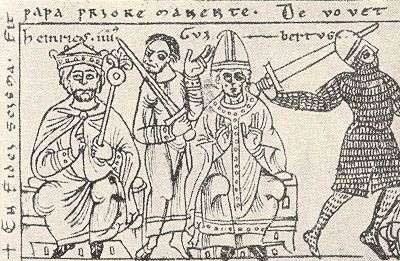
Генріх IV (лівору), граф Палантинський Герман та антипапа Клемент III (посередині) з Codex Jenensis Bose (1157).

Генріх повернувся в Німеччину, де рух за реформи все ще був сильний завдяки Отто Остійському, який оголосив божий мир на всій території імперії. 8 березня 1088 року Отто обрали папою римським, і він обрав ім'я Урбана II. Покладаючись на підтримку норманів Урбан II відлучив від церкви Генріха та Климента III і сформував проти Священної Римської імперії велику коаліцію, до якої входили, крім норманів, Київська Русь, ломбардські міста Мілан, Кремона, Лоді та П'яченца та Матільда Тосканська, яка одружилася з Вельфом II Баварським.

## Останні роки життя
1088 року помер Герман із Зальму і новим претендентом на німецький трон став Егберт Мейссенський. Він завдав поразки військам імператора під Глайхеном, але загинув від руки вбивці через два роки. З його смертю протистояння Генріху в Німеччині занепало.
1088 або 1089 року Генріх одружився з київською княжною Євпраксією, яка згодом від нього втекла через брутальне поводження і свідчила проти нього перед церковними соборами.

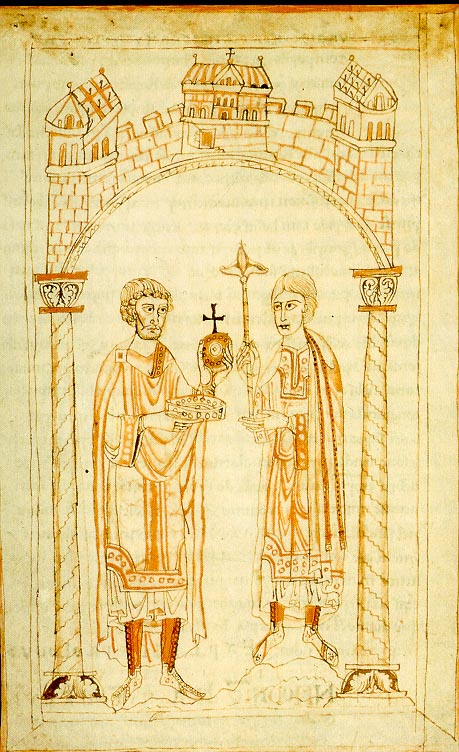
Зречення Генріха IV на користь Генріха V. З хроніки Еккегарда Аурійського

Маючи за спиною спокійну Німеччину, Генріх IV пішов у третій похід на Італію. Спочатку справи складалися добре, але після поразки 1092 року проти нього піднялися ломбардські міста. Матильда Тосканська зуміла переманити на свій бік старшого сина імператора Конрада, якого 1093 року було короновано королем Італії. Як наслідок, імператор опинився в пастці в Італії, і зміг повернутися в Німеччину лише 1097 року. Матильда Тосканська перед одруженням із Вельфом Баварським таємно передала свої володіння церкві. Довідавшись про це, Вельф перейшов на бік Генріха IV. Генріх оголосив на зібранні феодалів в Майнці 1098 року про позбавлення спадку Конрада і про призначення спадкоємцем іншого сина — майбутнього імператора Генріха V.

Ситуація в Європі залишалася хаотичною. Новий папа римський Пасхалій II, обраний 1099 року, теж відлучив Генріха IV від церкви. Але цього разу імператор міг дозволити собі не звертати уваги на анафему. Він провів 1103 року успішний похід у Фландрію. На зборах знаті в Майнці Генріх IV пообіцяв приєднатися до хрестового походу. Але ці плани 1104 року зірвав бунт сина Генріха, який під впливом прихильників папи відмовився від союзу з батьком. Незабаром завирували Саксонія та Тюрингія. Єпископи на чолі із Фрідріхом I фон Шварценбургом підтримували сина, а міста — батька. Військові дії складалися несприятливо для імператора. На мирних переговорах у Кобленці його захопили в полон. У грудні в Майнці Генріха IV змусили відректися від титулу й ув'язнили в замку Бекельгайм. Його змушували прилюдно визнати, що він несправедливо переслідував папу Григорія VII, і що вибори антипапи Климента III були незаконними.

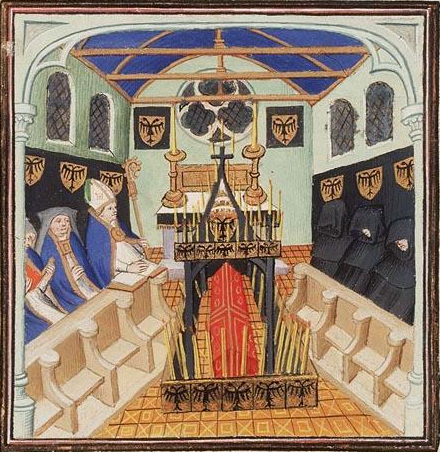
Похорон імператора Генріха IV

Коли Німеччина довідалася про ці вимоги, в країні здійнялося невдоволення. На початку 1106 року прихильники Генріха IV зібрали проти Генріха V та папи Пасхалія II велике військо. Генріх IV утік з в'язниці й почав переговори з монархами Англії, Франції та Данії. 22 березня 1106 року йому вдалося перемогти війська сина поблизу Візе в Лотарингії, однак незабаром він помер у віці 56 років після 9-денної хвороби.
Генріха поховали в Льєжі, але за наказом папського легата тіло ексгумували, перенесли в Шпаєр і помістили в неосвяченій каплиці святого Афри поряд зі Шпаєрським собором. 1111 року з Генріха зняли відлучення від церкви, і його тіло перенесли до Шпаєрського собору.

## Родина
1 Дружина — Берта Савойська, дочка графа Отто Савойського
Діти:
- Адельгейд (1070—1079)
- Генріх (1071—1071)
- Агнеса фон Вайблінген (1072/73—1143)
- Конрад (III) (1074—1101)
- Генріх V (1086—1125)

1 Дружина — Євпраксія Всеволодівна, донька великого князя київського Всеволода Ярославича, сина Ярослава Мудрого
Діти: не було